# Pierre Fatou
 Pierre Joseph Louis Fatou (28. februar 1878 – 10. august 1929) var en fransk matematiker og astronom. Han er kendt for flere bidrag til matematisk analyse. Fatou lemma og Fatoumængden er opkaldt efter ham.
Han var den første til at studere den mængde, som nu kaldes Juliamængden. Den komplimentære mængde kaldes undertiden Fatoumængden. 
Fatou startede på École Normale Supérieure i Paris in 1898 for at studere matematik og blev færdig i 1901, hvorefter han blev udpeget til at være observatør (stagiaire) i Paris Observatorium. Han blev forfremmet til assistent astronom i 1904 og til astronom i 1928 (astronom titulaire). Han arbejdede på observatoriet til sin død i 1929.